# Paramenesia kasugensis
Paramenesia kasugensis är en skalbaggsart som först beskrevs av Seki och Kobayashi 1935.  Paramenesia kasugensis ingår i släktet Paramenesia och familjen långhorningar. Inga underarter finns listade i Catalogue of Life.